# Гурия
Гурия (на грузински: გურია) е една от 12-те историко-географски области (региони) на Грузия. Площ 2033 km² (11-о място по големина в Грузия, 2,92% от нейната площ). Население на 1 януари 2018 г. 110 500 души (10-о място по население в Грузия, 2,78% от нейното население). Административен център град Озургети. Разстояние от Тбилиси до Озургети 292 km.

## Историческа справка
Гурийското княжество възникнало през 14 век, в периода на феодалната раздробеност на Грузия. През 16 век извоюва политическа независимост и под неговата власт попада и историческата област Аджария с пристанището Батуми. През 18 век Аджария с Батуми и принадлежащите към Горийското княжество Кобулети и Хино били завладени от Османската империя. През 1811 г. земите на Гурийското княжество били завоювани от Русия и княжеството съхранява своята автономия до 1828 г.
Най-старият град в областта е Озургети, признат за такъв през 1840 г. (от 1934 до 1989 г. носи името Махарадзе). Другият град Ланчхути е обявен за град през 1961 г.

## Географска характеристика
Историко-географската област Гурия се намира в западната част на Грузия. На север граничи с Мегрелия-Горна Сванетия, на североизток – с Имеретия, на югоизток – със Самцхе-Джавахетия, на юг – с Аджария, а на запад се мие от водите на Черно море (23 km брегова ивица). В тези си граници заема площ от 2033 km² (11-о място по големина в Грузия, 2,92% от нейната площ). Дължина от запад на изток 75 km, ширина от севе на юг 38 km.
Южната половина на областта е заета от северните склонове на паралелно простиращият се Месхетски хребет с връх Меписцкаро 2850 m (41°49′48″ с. ш. 42°40′23″ и. д. / 41.83° с. ш. 42.673056° и. д.), издигащ се в най-източната ѝ точка. В северната част се простира участък от Колхидската визина. На север, по границата с Мегрелия-Горна Сванетия протича част от долното течение на река Риони, по цялото протежение на областта от запад на изток тече река Супса, вливаща се в Черно море.

## Население
На 1 януари 2018 г. населението на Гурия е наброявало 110 500 души (10-о място по население в Грузия, 2,78% от нейното население). Гъстота 54,35 души/km².

## Административно-териториално деление
В административно-териториално отношение регионът Гурия се дели на 3 административни района (общини), 2 града с районно подчинение и 5 селища от градски тип.
| Административна единица        | Площ (km²) | Население (2018 г.) | Административен център | Население (2018 г.) | Разстояние до Озургети (в km) | Други градове и сгт с районно подчинение |
| ------------------------------ | ---------- | ------------------- | ---------------------- | ------------------- | ----------------------------- | ---------------------------------------- |
| Административен район (община) |            |                     |                        |                     |                               |                                          |
| 1. Ланчхутски                  | 533        | 30 804              | гр. Ланчхути           | 6395                | 59                            |                                          |
| 2. Озургетски                  | 675        | 61 305              | гр. Озургети           | 14 785              | -                             | Лайтури, Наруджа, Насакирали, Уреки      |
| 3. Чохатаурски                 | 824        | 19 001              | сгт Чохатаури          | 1815                | 23                            |                                          |